# Joseph Pennell
Joseph Pennell (Filadelfia, 4 luglio 1857 – New York, 23 aprile 1926) è stato un incisore, litografo e scrittore statunitense, oltre che illustratore di libri e di riviste.

## Biografia
Artista prolifico, ha trascorso gran parte della sua vita lavorativa in Europa ed è noto per il suo interesse, come punti di riferimento, dei paesaggi e delle scene industriali di tutto il mondo, risultando uno dei pionieri della litografia moderna statunitense, ispirata ai modelli europei.
Di famiglia quacchera, allievo di James R. Lambdin e Thomas Eakins, fu in seguito influenzato da James McNeil Whistler, studiò nelle scuole di Filadelfia e di Germantown.
Successivamente, dopo aver superato alcuni problemi nelle scuole che frequentava, a causa del suo carattere piuttosto forte, si trasferì a Londra, dove iniziò anche la sua carriera di insegnante.
Sposato con l'autrice Elizabeth Robins, Pennell era uno scrittore a pieno titolo. Pubblicò il libro l'antisemita The Jew at Home: Impressions of a Summer and Autumn Spent with Him (1892) e, in seguito, le meno controverse Lithographs of War (1914),
Pictures of the Wonders of Work (1915), The Adventures of an Illustrator (1925).
In una carriera produttiva come artista, Joseph Pennell realizzò oltre 1800 stampe, molte illustrazioni per riviste e libri di autori di spicco.
Soggiornò anche in Italia, a Firenze, dove eseguì la sua prima incisione europea, quella del Ponte Vecchio.
Durante gli anni della prima guerra mondiale Pennell illustrò con incisioni lo sforzo bellico della Gran Bretagna, della Francia, degli Stati Uniti, invitato dagli stessi governi a farlo.

## Opere
- A Canterbury Pilgrimage (1885);
- Our Sentimental Journey through France and Italy (1888);
- Our Journey io the Hebrides (1889);
- Pen Drawing (1889);
- The Jew at Home: Impressions of a Summer and Autumn Spent with Him (1892);
- Authorized Life of Whistler (1910);
- Lithographs of War (1914);
- Pictures of the Wonders of Work (1915);
- The Adventures of an Illustrator (1925).

Joseph Pennell
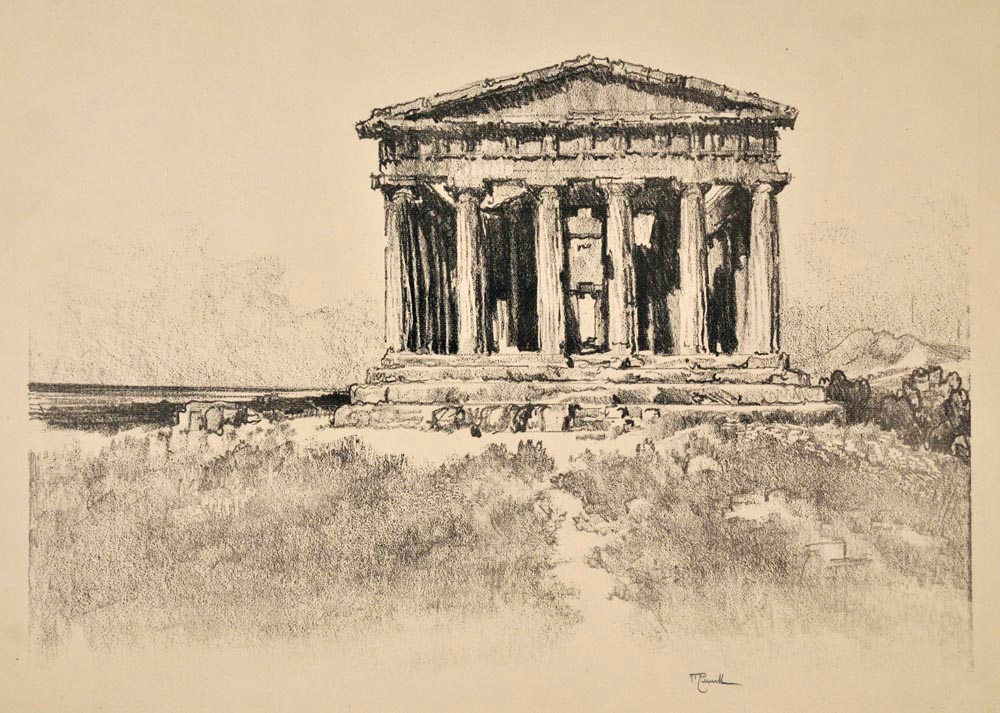
Tempio della Concordia, Agrigento, 1913
Palazzo di San Paolo, Broadway, New York, 1905
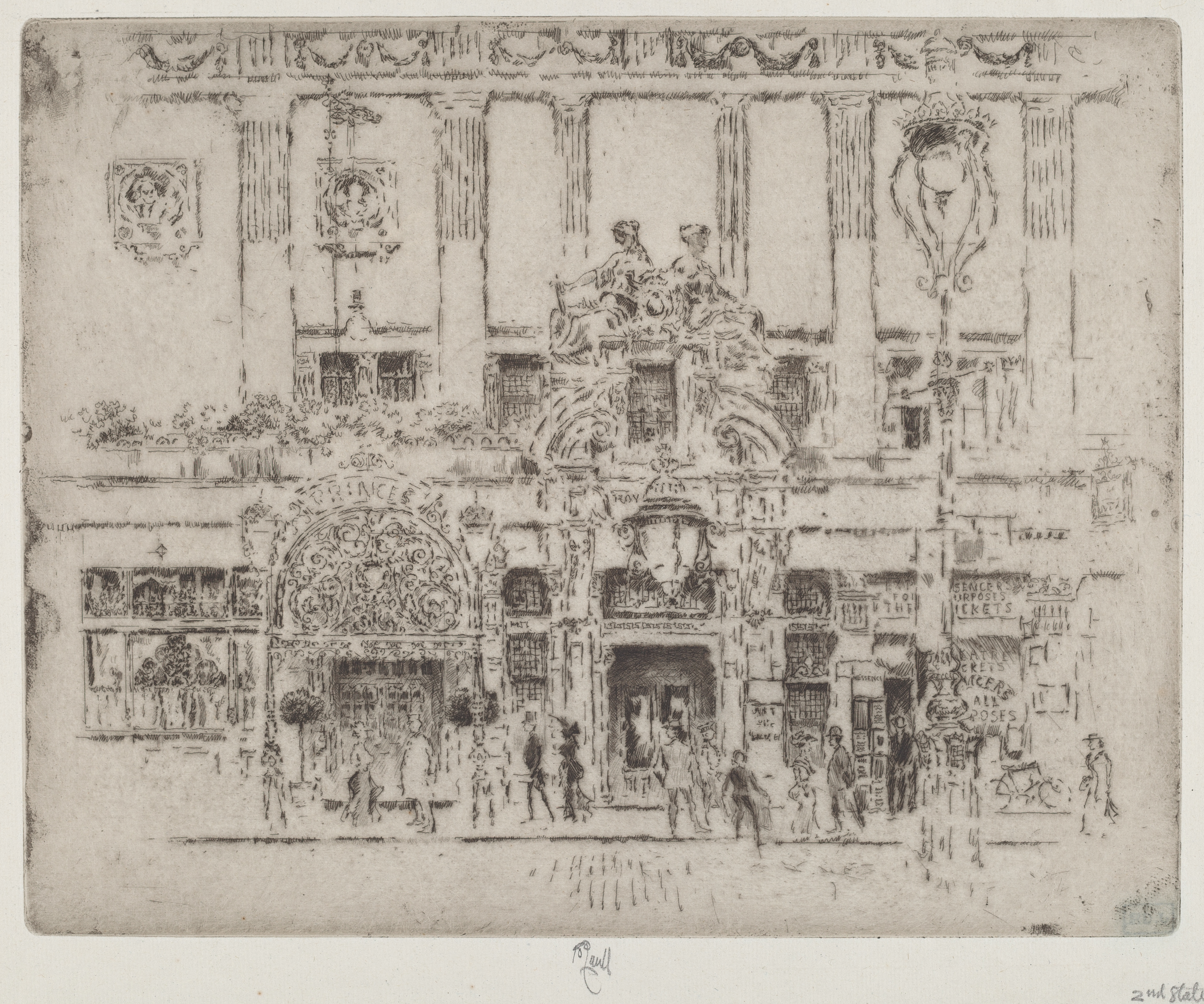
L'Istituto a Piccadilly, Londra, 1906 National Gallery of Art